# Tat'jana Djačenko
Tat'jana Djačenko (13 gennaio 1979) è una schermitrice azera, specializzata nella sport. Ha vinto una medaglia di bronzo ai Campionati mondiali di scherma.